# ステファン・バックワルド
ステファン・レフラー・バックワルド（Stephen Leffler Buchwald、1955年 - ）はアメリカ合衆国の有機化学者。マサチューセッツ工科大学教授。バックワルド・ハートウィッグアミノ化で知られる。

## 経歴
インディアナ州ブルーミントン出身。1977年にブラウン大学卒業後、1982年にハーバード大学大学院でPh.D.を取得した。カリフォルニア工科大学のロバート・グラブスの下で博士研究員を務め、1984年にマサチューセッツ工科大学助教授、1989年に准教授、1993年に教授となった。

## 主な受賞歴
- 2013年 アーサー・C・コープ賞
- 2014年 ライナス・ポーリング賞、BBVA Foundation Frontiers of Knowledge Award
- 2016年 名古屋メダル[1]、ウィリアム・H・ニコルズ賞
- 2018年 テトラヘドロン賞
- 2019年 ロジャー・アダムス賞、ウルフ賞化学部門
- 2020年 クラリベイト引用栄誉賞
- 2022年 パウル・カラー・ゴールドメダル